# 哀しい少女
「哀しい少女」（かなしいしょうじょ）は、1973年4月30日にビクター音楽産業（現：ビクターエンタテインメント〈二代目〉）から発売されたジャッキー吉川とブルー・コメッツの楽曲である。

## 概要
1972年10月に日本コロムビアとの契約解消後、大幅なメンバーチェンジを経てリリースされた移籍第1作シングル。A面収録曲、およびB面収録曲共に1973年3月25日に先行発売されたアルバム『ブルー・コメッツの素晴らしき音の殿堂』からのシングルカットとして発売された。井上忠夫、高橋健二、三原綱木の3人が脱退し、ヒロ池ヶ谷、白鳥健二、姫神じゅん、山根宮子、佐伯芳江の5人が新たに加入した。
メンバーとスタイルを一新し、女性ボーカルを前面に出す手法が功を奏し、オリコンシングルチャートで37位にランクインした。なお、メンバーチェンジ、およびレコード会社移籍後にオリコンシングルチャートの100位圏内にランクインした一連のブルー・コメッツのシングルとしては本作が唯一となる。
B面は「恋に首ったけ」。

## 収録曲
| #         | タイトル         | 作詞      | 作曲      | 編曲      | 時間 |
| --------- | ---------------- | --------- | --------- | --------- | ---- |
| 1.        | 「哀しい少女」   | 山上路夫  | 小田啓義  | 龍崎孝路  | 3:27 |
| 2.        | 「恋に首ったけ」 | 千家和也  | 都倉俊一  | 都倉俊一  | 2:53 |
| 合計時間: | 合計時間:        | 合計時間: | 合計時間: | 合計時間: | 6:20 |

## 収録アルバム
哀しい少女
- ブルー・コメッツの素晴らしき音の殿堂（Side-A #1）

恋に首ったけ
- ブルー・コメッツの素晴らしき音の殿堂（Side-A #6）